# Meinhard Uentz
Meinhard Uentz (* 9. Juli 1938 in Woldegk; † 28. November 2021 in Rostock) war ein deutscher Fußballspieler. In der höchsten Spielklasse des DDR-Fußballs, der Oberliga, spielte er für den SC Neubrandenburg und den 1. FC Union Berlin.

## Sportliche Laufbahn
Seine ersten Fußballjahre verbrachte Uentz bei der Betriebssportgemeinschaft Turbine Neubrandenburg, die sich in den 1960er-Jahren strukturell und damit auch immer wieder namenstechnisch wandelte. Zunächst gab es 1961 die Überführung der 1. Mannschaft in den SC Neubrandenburg und am 15. Januar 1966 dann die Herauslösung dieses Teams aus dem Sportclub in die FSV Neubrandenburg, die sich am 26. April der BSG Post Walter Block Neubrandenburg anschloss.
Sportlich erlebte Uentz in Neubrandenburg 1962 den Aufstieg des SCN in die zweitklassige DDR-Liga, 1964 den Aufstieg in die ostdeutsche Elitespielklasse und den prompten Oberligaabstieg 1965. Am Aufstieg in die Oberliga hatte Uentz als etatmäßiger Stürmer einen wesentlichen Anteil, denn mit 26 Punktspieltoren war er nicht nur bester Torschütze seiner Mannschaft, sondern auch Torschützenkönig der Nordstaffel 1963/64. In der Oberligasaison 1964/65 war Uentz weniger erfolgreich, denn von den 26 Punktspielen der Neubrandenburger konnte er nur 17 bestreiten, und seine Torausbeute war mit 4 Treffern gering. In der folgenden Saison 1965/66 versuchte Uentz mit seiner Mannschaft den sofortigen Wiederaufstieg. Stärkster Widersacher war der 1. FC Union Berlin, und ausgerechnet die Berliner holten Uentz zum Jahreswechsel 1965/66 in ihre Mannschaft. Am Ende der Saison 1965/66 hatte der 1. FC Union mit sechs Punkten Vorsprung den Aufstiegskampf gegen die Neubrandenburger gewonnen. Uentz hatte daran mit zehn Spielen und sechs Toren mitgewirkt, nachdem er in der ersten Saisonhälfte für den SCN fünf Treffer in 13 Partien erzielt hatte.
Anschließend spielte Uentz mit den Unionern drei Spielzeiten in der Oberliga, war von den möglichen 78 Punktspielen in 65 Begegnungen dabei und schoss in diesen 26 Tore. Den Höhepunkt seiner Karriere erlebte Uentz am 9. Juni 1968 im Endspiel um den DDR-Fußballpokal. Beim 2:1-Sieg des 1. FC Union über den FC Carl Zeiss Jena war er maßgeblich beteiligt, als er in der 29. Minute per Elfmeter die Führung der Jenaer ausglich. In den Spielzeiten 1967/68 und 1968/69 war Uentz mit jeweils 11 Treffern erfolgreichster Torschütze seiner Mannschaft und landete stets auf Platz 4 der Oberligatorjäger. 1969 erlebte Uentz zum zweiten Mal in seiner Laufbahn den Abstieg aus der Oberliga, erreichte aber postwendend den Wiederaufstieg und blieb bis zu seinem Ausscheiden im Sommer 1973 in der Oberliga. Vom November 1972 bis zum April 1973 gab der Elektromeister ein kurzes Gastspiel beim Rostocker Bezirksligisten BSG Lokomotive Bergen. Zwischen 1970 und 1972 war Uentz Mannschaftskapitän der Unioner. Für die Eisernen hatte er in 112 Oberligaspielen 35 Treffer erzielt, damit ist er der erfolgreichste Union-Torschütze in der Geschichte der ostdeutschen Elitespielklasse.
Obwohl Uentz nach dem Abstieg des FCU 1973 noch im Kader der 1. Mannschaft der Ost-Berliner für die darauffolgende Ligaspielzeit auftaucht, spielte er 1973/74 nach einigen Quellenangaben in der 2. Mannschaft in der drittklassigen Ost-Berliner Bezirksliga. 1974 wechselte er zum Ligaaufsteiger BSG Stahl Finow, bei dem sein ehemaliger Union-Coach Werner Schwenzfeier die Geschicke lenkte. Das Ende seiner aktiven Laufbahn erlebte Uentz bei der Berliner BSG Kabelwerk Oberspree, deren 1. Mannschaft er als zeitweiliger Spielertrainer von 1977 bis 1979 von der Bezirksklasse in die DDR-Liga führte und wo er 1979/80 selbst noch einmal 14 Spiele (1 Treffer) bestritt.

## Weiterer Werdegang
Später ließ sich Uentz in Rostock nieder, wo er noch 2003 in der Altherrenliga des Rostocker FC am Punktspielbetrieb teilnahm. Im Alter von 83 Jahren verstarb das Union-Ehrenmitglied in der Nacht vom 28. auf den 29. November 2021.